# Alena Abramčuk
Elena Vasileŭna Abramčuk, nata Kapec, accreditata come Alena Abramchuk dalla IAAF (in bielorusso Алена Васілеўна Абрамчук Капец?; Seghedino, 14 febbraio 1988), è una pesista e discobola bielorussa.

## Palmarès
| Anno | Manifestazione    | Sede           | Evento           | Risultato | Misura  | Note |
| ---- | ----------------- | -------------- | ---------------- | --------- | ------- | ---- |
| 2006 | Mondiali juniores | Pechino        | Getto del peso   | 17ª (q)   | 14,77 m |      |
| 2006 | Mondiali juniores | Pechino        | Lancio del disco | 19ª (q)   | 44,77 m |      |
| 2007 | Europei juniores  | Hengelo        | Getto del peso   | Argento   | 16,10 m |      |
| 2009 | Europei under 23  | Kaunas         | Getto del peso   | Bronzo    | 17,72 m |      |
| 2009 | Universiadi       | Belgrado       | Getto del peso   | Bronzo    | 17,48 m |      |
| 2011 | Europei indoor    | Parigi         | Getto del peso   | 9ª        | 17,11 m |      |
| 2011 | Universiadi       | Shenzhen       | Getto del peso   | 5ª        | 17,07 m |      |
| 2012 | Mondiali indoor   | Istanbul       | Getto del peso   | 9ª        | 17,80 m |      |
| 2013 | Europei indoor    | Göteborg       | Getto del peso   | Argento   | 18,85 m |      |
| 2013 | Mondiali          | Mosca          | Getto del peso   | 12ª       | 17,70 m |      |
| 2014 | Mondiali indoor   | Sopot          | Getto del peso   | 10ª (q)   | 17,73 m |      |
| 2014 | Europei           | Zurigo         | Getto del peso   | 9ª        | 17,65 m |      |
| 2015 | Europei indoor    | Praga          | Getto del peso   | 4ª        | 17,63 m |      |
| 2016 | Olimpiadi         | Rio de Janeiro | Getto del peso   | 11ª       | 17,37 m |      |
| 2018 | Europei           | Berlino        | Getto del peso   | 12ª       | 16,90 m |      |
| 2019 | Europei indoor    | Glasgow        | Getto del peso   | 12ª (q)   | 16,92 m |      |

## Campionati nazionali
- 1 titolo nazionale nel getto del peso (2013)
- 3 titoli nazionali indoor nel getto del peso (2011, 2013/2014)

## Altre competizioni internazionali
2013
- Argento in Coppa Europa invernale di lanci ( Castellón de la Plana), getto del peso - 18,18 m
- 5ª al Weltklasse Zürich ( Zurigo), getto del peso - 18,34 m
- Bronzo al Meeting ISTAF ( Berlino), getto del peso - 18,00 m

2014
- Argento in Coppa Europa invernale di lanci ( Leiria), getto del peso - 18,58 m
- 5ª al Doha Diamond League ( Doha), getto del peso - 17,69 m
- 5ª al Golden Gala ( Roma), getto del peso - 18,65 m
- 4ª al Rabat Meeting International Mohammed VI ( Rabat), getto del peso - 18,09 m
- 8ª all'Athletissima ( Losanna), getto del peso - 17,69 m

2015
- 5ª in Coppa Europa invernale di lanci ( Leiria), getto del peso - 17,11 m